# Central hidroelèctrica de Terradets
La central hidroelèctrica de Terradets és una central hidroelèctrica construïda per l'empresa Riegos y Fuerzas del Ebro, les obres de la qual van començar el 1931 i van finalitzar l'any 1935. Està situada al congost de Terradets, paratge estret el qual divideix la serra del Montsec en dues serralades, el Montsec de Rúbies i el Montsec d'Ares. La central de Terradets es troba dins el terme municipal de Llimiana, al Pallars Jussà, i està situada a l'esquerra del curs del riu Noguera Pallaresa i l'edifici de la central està situat al peu de la presa de Terradets.
Actualment (2020) és operada per l'empresa Endesa, filial de l'italiana Enel. La seva posada en funcionament, aturada i control es fa des del centre de control i gestió hidràulica de Lleida.

## Antecedents
La construcció de la central de Terradets no estava prevista en el projecte inicial que Domènec Sert i Badia va presentar per obtenir entre 1901 i 1907 tres concessions d'aprofitament hidroelèctric del Noguera Pallaresa entre la Pobla de Segur al nord i Camarasa al sud. Un cop unificades en una sola concessió, aquesta fou venuda el 1911 a la societat Riegos y Fuerzas del Ebro, que a finals del mateix any inicià les obres de construcció de la central hidroelèctrica de Talarn. El projecte preveia un canal industrial de 60 quilòmetres de llargària amb origen a la presa de la central de Talarn, amb  un cabal d'aigua, i que finalitzava a una nova central hidroelèctrica a construir a Camarasa. Aquest canal estava previst en el marge dret de la Noguera Pallaresa.
El 1913, la mala qualitat del sòl entre Puigcercós i Guàrdia de Tremp obligaren a interrompre la construcció del canal industrial pel marge dret de la Noguera Pallaresa. Riegos y Fuerzas del Ebro va sol·licitar el replanteig de l'obra, traslladant el canal industrial al marge esquerra del riu, així com al mateix temps es sol·licitava la divisió de la concessió d'aprofitament hidroelèctric en tres salts diferents per poder construir-los separadament i permetre un millor aprofitament del cabal d'aigua concedit. El 16 d'octubre de 1913 es concedí la divisió de la concessió. El canal industrial passava a discórrer pel marge esquerre del Noguera Pallaresa fins a una nova central situada al congost de Terradets, establint la càmera d'aigua a la vall de Barcedana, la qual desaiguava a la central mitjançant un túnel de pressió en els contraforts del Montsec de Rúbies. Del desguàs de la nova central sortia un canal que alimentava el Salt de Camarasa situat a la confluència entre els rius Noguera Pallaresa i Segre a La Massana.
El 1919 Riegos y Fuerzas del Ebro planifica dividir el salt de Barcedana en dos salts: Terradets i Gavet (nom original de la central de Reculada). En les mes de març de 1930 es presentà el projecte per a la construcció de la central de Terradets, en el que la zona de regadiu de Llimiana i Guàrdia de Tremp es veia greument reduïda per l'embassament que formaria la presa de Terradets.

### Compensacions
El 1930 l'ajuntament de Llimiana signà un acord pel qual Riegos y Fuerzas del Ebro es comprometia a realitzar les obres necessàries per abastir d'aigua potable a la població, conduint-la fins una nova font pública construïda a la plaça del poble; i l'ajuntament de Guàrdia de Tremp en signà un altre sobre la base del qual l'empresa construïa un dipòsit d'aigua potable en aquesta població i una font pública en el seu agregat de Cellers.
Després de diverses negociacions amb l'ajuntament de Llimiana el 8 d'abril de 1931 es va arribar a un acord definitiu per a la construcció de les centrals de Terradets i Reculada, desapareixent la central de Barcedana. En l'acord es creava un canal de reg a partir del canal de Gavet que arribava fins a la vall de Barcedana.

## Construcció

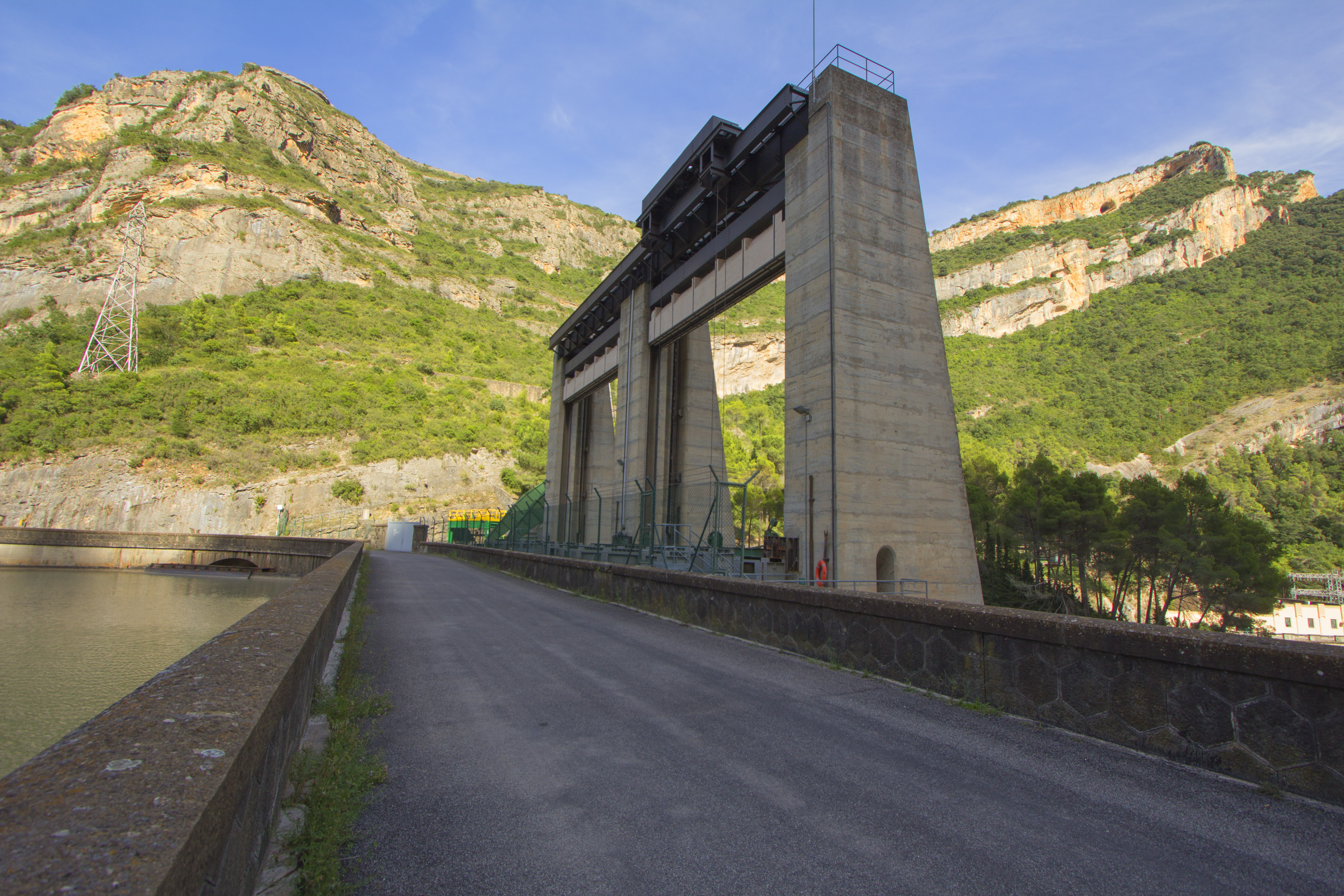
Grúa de pòrtic de les comportes de la presa de Terradets

### Vies de comunicació
La construcció de la central i l'embassament de Terradets entre 1931 i 1935 va obligar a la modificació i la millora del traçat de la carretera de Balaguer a Tremp, a la sortida del congost de Terradets en direcció nord. La pròpia Riegos y Fuerza del Ebro havia construït en el 1912-1913 els últims sis quilòmetres de la carretera que quedaven per fer, amb l’objectiu de tenir una via de comunicació més directa per subministrar els materials per a la construcció de la central hidroelèctrica de Talarn. Les obres de la variant es dugueren a terme entre 1933 i 1934, i en destaquen el Túnel de Monares i el Pont Nou de Monares, el qual amb gairebé 100 metres de llargada discorre sobre l'embassament.

### Obres auxiliars
Es van construir tres campaments per allotjar els diferents serveis de les obres. El primer ocupava provisionalment els terrenys de l'esplanada del ferrocarril de Lleida a Saint Girons que en aquest moment estaven aturades. Al punt quilomètric 51,8 de la carretera de Balaguer a la frontera francesa hi havia dos edificis, un per a oficines i un altre per a garatge, i al punt quilomètric 53 de la mateixa carretera, al lloc anomenat "El Pago", hi havien dos edificis més per a dormitoris, un taller de fusteria i un tanc per a 3.000 litres de gasolina. El pressupost alçat de l'obra civil ascendia a 2.921.045,96 pessetes (equivalents aproximadament a 7.743.000 € el 2020).
També es va construir un cable aeri entre les ribes del riu per transport de material. A la vall de Barcedana es va construir un polvorí per a una capacitat de cinc tones de dinamita i els detonadors corresponents.

### La presa i la central
La construcció s’inicià a primers de 1932 amb feines de topografia i obres auxiliars. En el mes d'octubre es començà a perforar el túnel de derivació, així com es construí les defenses sobre la carretera per permetre que el cable de la grua Blondin hi passés per sobre transportant el formigó per a la presa.
Seguidament, en l'hivern de 1933 es construí el pont d’accés a la central i s’aixecaren els murs de contenció que l'allotjarien. A la primavera-estiu de 1933 es completà el túnel de derivació i s’iniciaren les excavacions per situar la presa. El mur comença a construir-se i a mitjans de juliol ja es tallà el riu, desviant l’aigua cap el túnel de derivació. També es construí el túnel de força i el marge esquerre de la presa.
A la tardor de 1933 es construïren els accessos com carreteres i túnels, i també es començà a instal·lar maquinària com comportes automàtiques Stoney. Durant el 1934 es construí la cova de turbines i es munta la sala de màquines, amb  la instal·lació de les turbines i ponts grua; també es col·locaren les canonades forçades, es formigonà la zona central i el marge esquerre de la presa, la qual arribà als 60 metres d’alçada a l'octubre. Durant el 1934 s’acabà la cova de turbines i es munta la sala de màquines, i es treballà en el marge dret de la presa. En el 1935 s’uniren les obres de les dues bandes de la presa i en el mes de juliol la construcció de la central estava pràcticament acabada.

## Components de la central

### Conques de captació
La central de Terradets es troba quasi al final de la conca de la Noguera Pallaresa, i la seva superfície aigües amunt és de 2.620 quilòmetres quadrats, la qual li proporciona una aportació hídrica mitjana anual de 1.410 hectòmetres cúbics. Aigües avall de la central no hi ha cap afluent que desaigüi al riu. S'estima que si no existissin consums, el cabal mig seria de 42,1 litres cúbics per segon. Els període de major cabal és entre els mesos de maig i juny, on el cabal natural oscil·la entre els 5,71 i els 8,25 metres cúbics per segon. El riu però, té el seu curs força regulat. El pantà de Borén, el de la Torrassa i el de Sant Antoni esta situats entre el naixement del riu i l'embassament de Terradets.

### Presa

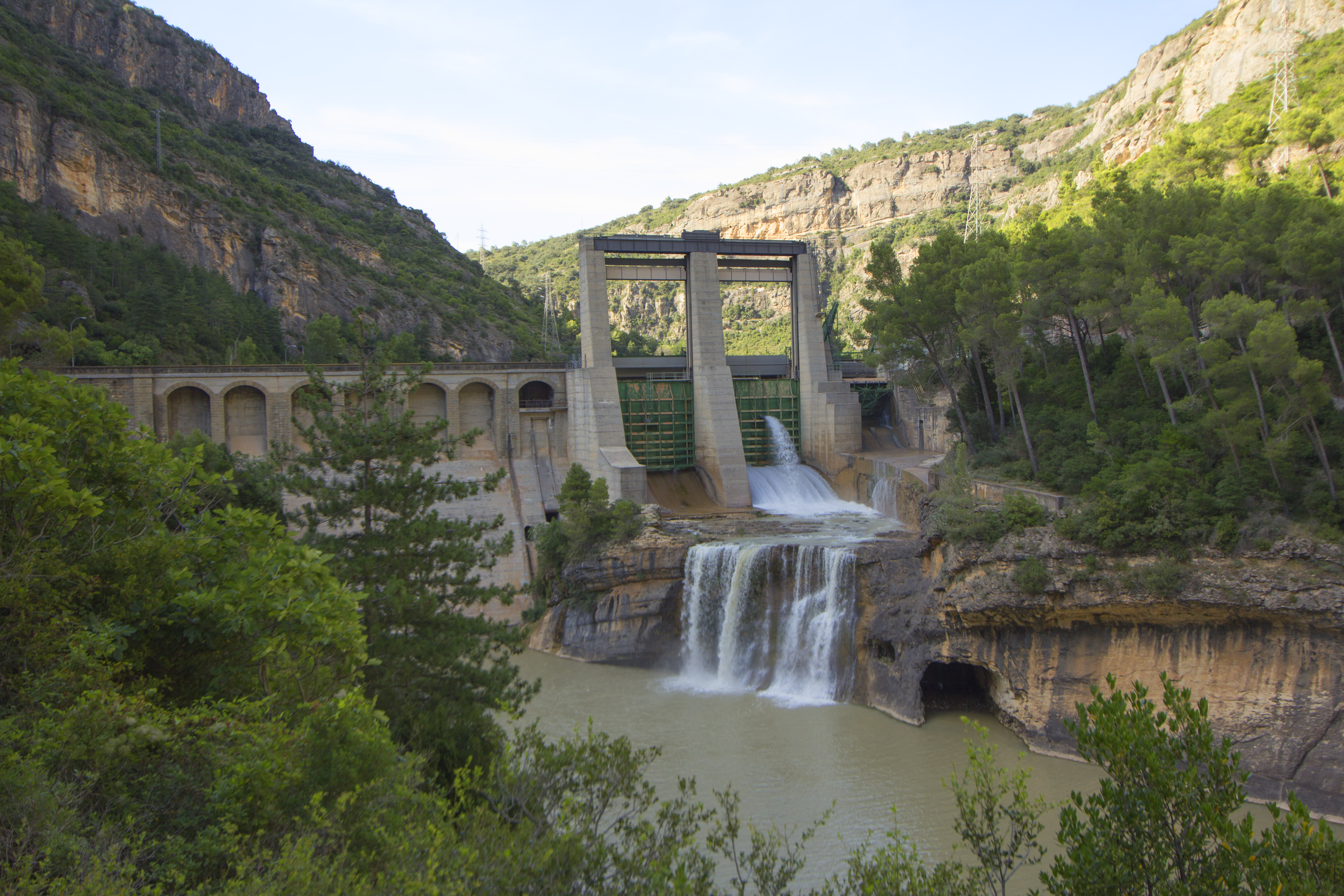
Presa de Terradets en el riu Noguera Pallaresa

La presa està emplaçada a l'extrem nord del Congost de Terradets, en el seu punt més estret. L'embassament de Terradets, creat per la presa, té una superfície de 330 hectàrees i una longitud de 8 quilòmetres. La seva capacitat total és de 33,19 hectòmetres cúbics i el volum útil és de 23,2 hectòmetres cúbics.
El nivell de l'embassament de Terradets presenta baixes oscil·lacions al llarg dels anys, variant entre els 21 i els 23 hectòmetres cúbics, a causa de l'excedent d'aigua i al fet que és un embassament d'una capacitat relativament petita, cosa que permet tenir el nivell d'aigua desitjat en qualsevol època de l'any. La seva reduïda capacitat provoca que la seva participació en la regulació del riu sigui menor que la d'altres embassaments.
La presa té una alçada de 47 metres i la seva longitud en la seva coronació és de 160 metres. El sobreeixidor de la presa està situat a la seva esquerra. Disposa de 2 comportes automàtiques "Stoney", construïdes per La Maquinista Terrestre i Marítima, i una d'elles està equipada amb una vàlvula de descàrrega final pel cabal ecològic del riu.
A l'esquerra de la presa neix un canal de derivació de 100 metres de longitud que porta l'aigua fins a un dipòsit regular, situat a 374 metres d'altitud. Del dipòsit surten dues canonades forçades, cadascuna d'elles dirigida al seu grup hidràulic allotjat a la sala de turbines de la central. Aquestes foren subministrades el 1934 per l'empresa estatunidenca Babcock&Wilcox.

### Generació
Originalment es va equipar amb dos grups hidràulics amb turbina Francis d'eix vertical, fabricades per la casa alemanya Voith, de 28.200 CV. Cada grup estava acoblat a un alternador ASEA. L'aigua turbinada desaigua en el riu Noguera Pallaresa.
La sortida a alta tensió es produeix a 110 kV.

### Línies elèctriques
La central feu necessària la construcció de diverses línies elèctriques importants; una de 25.000 V des de Gavet fins a la central de Terradets, una de 6.000 V a Guàrdia de Noguera i una variant de la línia de 110.000 V entre la central hidroelèctrica de Talarn i Camarasa.

## Resum característiques i producció

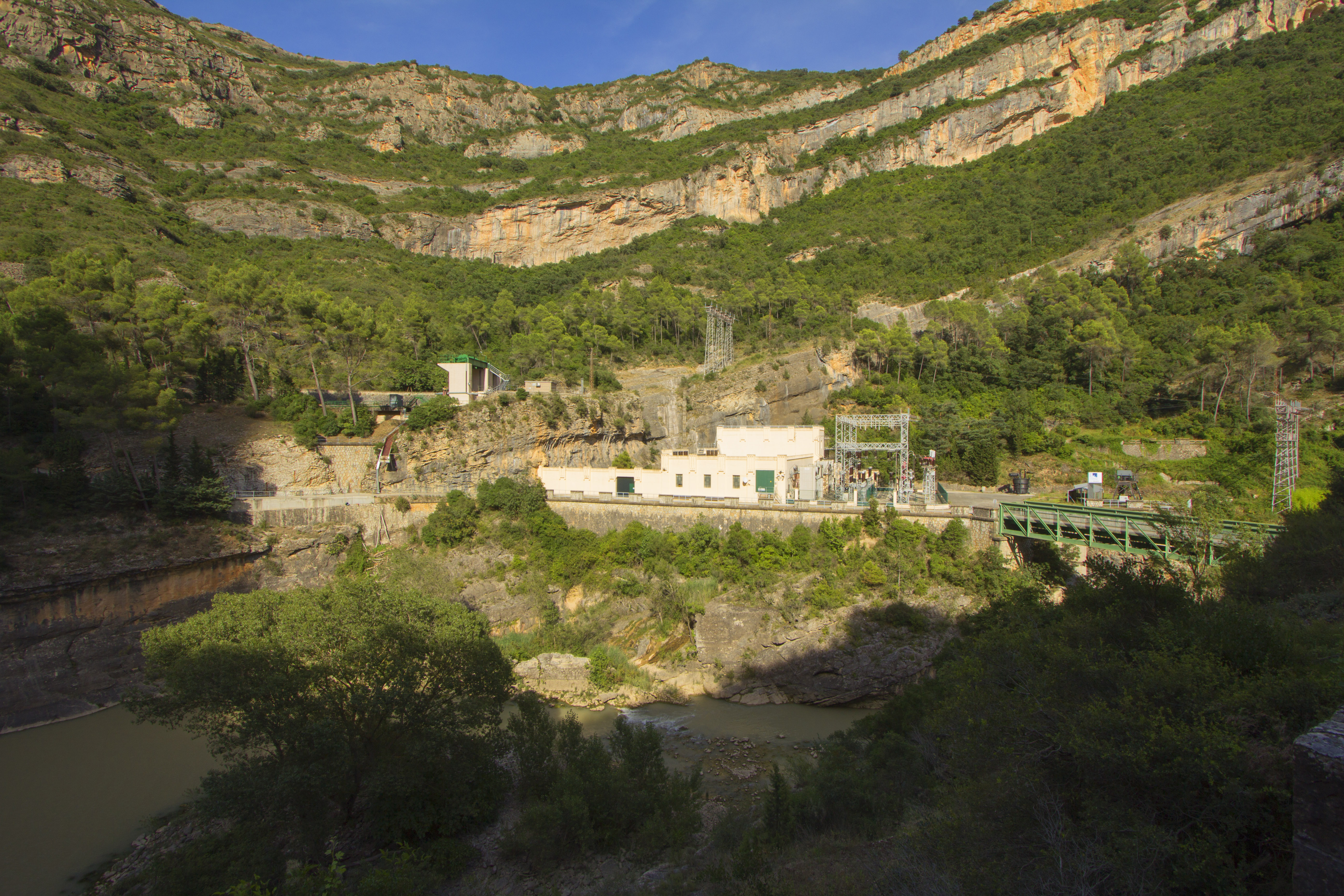
Edifici principal

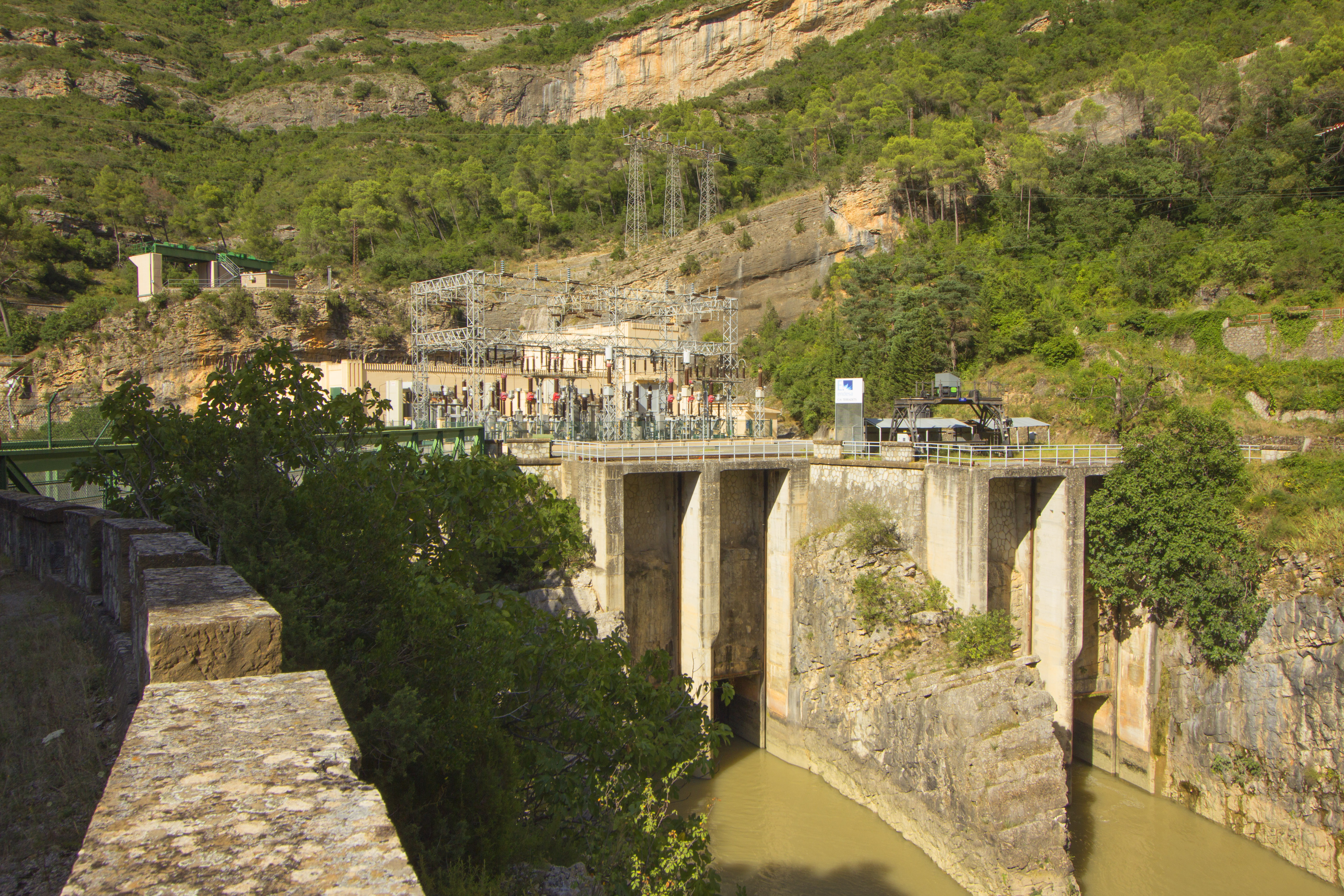
Transformadors i subestació elèctrica

|                               | Central de Terradets                |
| Any posada en funcionament    | 1935                                |
| Construïda per                | Riegos y Fuerzas del Ebro           |
| Operada per                   | Endesa                              |
| Salt                          |                                     |
| Altitud                       | 412–402 metres                      |
| Desnivell                     | 32 metres                           |
| Diàmetre mig canonada         | 2,80 metres                         |
| Cabal màxim d'aigua           | 135 metres cúbics/segon             |
| Sala de màquines              |                                     |
| Altitud                       | 359 metres                          |
| Nombre de grups               | 2                                   |
| Turbines per grup             | 1 turbina Francis d'eix horitzontal |
| Potencia instal·lada per grup | 16,25 MW                            |
| Potència instal·lada total    | 32,5 MW                             |
| Producció mitja total anual.  | 70,3 GWh (1)                        |

(1) producció actual (2011)

## Mesura d'eficiència

### Dades actuals
A partir de les dades de característiques tècniques i producció (2011) de cadascuna de la central, es poden obtenir indicadors de la seva eficiència.
|                      | Central Hidroelèctrica de Talarn |
| Mesures d'eficiència |                                  |
| Potència mitja anual | 8,025 MW                         |
| Factor de planta     | 0,2469                           |

El factor de planta proporciona un indicador de l'eficiència en la producció d'energia. La tendència en el disseny de les centrals hidroelèctriques és que operin com a plantes per pics o puntes, entrant en operació durant les hores de major demanda d'energia en el sistema elèctric. Per a això cal una gran capacitat instal·lada, atès que durant aquestes hores el sistema elèctric necessita aquesta potència. Un altre factor que afecta molt a aquest indicador és la disponibilitat d'aigua, o la seva estacionalitat. El factor de planta en aquest tipus de centrals tendeix a estar en una forquilla de valors de 0,25-0,17. En una central nuclear, el factor de planta pot variar entre el 0,51 (Vandellòs II el 2005) i el 0,98 (Vandellòs II el 2005). Les grans variacions en una central nuclear poden estar originades per aturades de manteniment o recàrrega.

## Canals de reg
El 1932 l'ajuntament de Llimiana va obtenir per part de Riegos y Fuerzas del Ebro la construcció d'una canal de reg des del dipòsit regulador situat al final del canal de Gavet fins a la vall de Barcedana, amb un cabal de 500 litres d'aigua per segon. En el 1934 l'empresa també hagué comprometre's a fer les obres per habilitar la captació de 2.500 litres d'aigua per segon de l'embassament que es crearia a Terradets pel reg a Cellers, atesa la impossibilitat de construir el canal de reg previst en els acords de 1912.

## Danys de guerra
Durant la guerra civil les centrals hidroelèctriques ubicades als Pirineus van ser considerades objectius militars prioritaris a ser destruïts per l'exercit rebel espanyol. Amb la seva inutilització es volia impedir el subministrament elèctric a la industria catalana per dificultar la fabricació d'armament. L'aviació italiana, aliada als rebels espanyols, va bombardejar les rodalies de la central el 23 de febrer de 1938. L'any 2010 es va trobar una bomba no explotada en l'embassament de Terradets.